# Максари
Максари — хутор в Клетском районе Волгоградской области России. Входит в состав Перелазовского сельского поселения. Население 190 чел. (2010) .

## История
Хутор Максарев входил в юрт Распопинской станицы Усть-Медведицкого округа Области Войска Донского.
По Первой Всероссийской переписи населения 1897 года в хуторе было 54 двора, 297 душ обоего пола. Из них : 293 человека казаков, 3 - мещане,
крестьян - 1 человек. Все - православного вероисповедания, великороссы.
В соответствии с Законом Волгоградской области от 14 февраля 2005 года № 1003-ОД «Об установлении границ и наделении статусом Клетского района и муниципальных образований в его составе», хутор вошёл в состав образованного Перелазовского сельского поселения.

## География
Расположен в западной части региона, в степи, у подножия Донской гряды, являющейся частью Восточно-Европейской равнине, по обоим берегам реки Крепкая.
Уличная сеть состоит из четырёх географических объектов: ул. Заречная, ул. Луговая, ул. Молодёжная, ул. Центральная.
Абсолютная высота 95 метров над уровнем моря.

## Население
| 2010 |
| ---- |
| 190  |

Гендерный состав
По данным Всероссийской переписи населения 2010 года в гендерной структуре населения из 190 человек мужчин — 91, женщин — 99 ( 47,9 и 52,1 % соответственно).
Национальный состав
Согласно результатам переписи 2002 года, в национальной структуре населения
русские составляли 92 % от общей численности населения в 187 чел..

## Инфраструктура
Развитое сельское хозяйство. Личное подсобное хозяйство.

## Транспорт
подъезд от автомобильной дороги «Михайловка (км 15) — Серафимович — Суровикино» к х. Максари (идентификационный номер 18 ОП РЗ 18А-2-11).
Просёлочные дороги.